# Hemicentetes semispinosus
Hemicentetes semispinosus (тенрек смугастий) — вид ссавців родини тенрекових (Tenrecidae).

## Поширення
Цей вид є ендеміком Мадагаскару. Він поширений в східних і північних районах острова від рівня моря до 1550 м над рівнем моря.

## Опис
Довжина тіла разом з головою 160 мм, хвіст рудиментарний. Вага дорослої тварини, виловленої в природі, від 80 до 280 г. Тенреки цього виду покриті гострими колючками. Представники цього роду легко розпізнаються за характерним смугастим візерунком. Забарвлення чорне з коричнево-каштановими мітками. Є чітко виражена смуга, що йде від морди за вуха, на потилиці, спині і з боків довгі голки. Такого ж кольору — коричневого, і нижня частина тіла. Нижню частину тіла покривають колючки.

## Спосіб життя
Смугасті тенреки населяють дощові ліси і лісисті райони, а також зустрічаються на рисових плантаціях. Кожен звір може спорудити нору, що складається з гніздової камери в кінці тунелю 200—500 мм довжиною і 50-150 мм глибиною; в деяких випадках нора призначена для проживання групи тварин, їхні тунелі мають довжину кілька метрів. Тенрек вміє лазити по деревах, але нечасто користується цим умінням. Проявляють активність в будь-який час доби. Взимку тварини можуть впадати в стан сплячки, при якому температура тіла всього на 1 °C вище температури повітря. Основу раціону складають дощові черв'яки, яких тенреки викопують з-під коренів рослин або з-під листя. Будучи потривожені, тенреки ощетинюють колючки на потилиці і опускають голову, приймаючи позу загрози. Колючки посередині спини особливо масивні, вони мають здатність вібрувати незалежно від інших колючок на спині. Ці тенреки користуються ехолокацією для визначення місцезнаходження здобичі.
Смугастий тенрек виробляє ряд звуків, доступних вухам людини, частина з них він видає за допомогою вібруючих голок в центральній частині спини. Саме таким способом тенреки встановлюють місцезнаходження один одного, що важливо для самки. Зустрічаються в групах різної чисельності. Є повідомлення про колонії з 18 тварин, що включала 2 дорослих самців, 2 дорослих самок і 14 молодих. Велика частина відомих груп була меншої чисельності (1 або 2 дорослих і кілька молодих). Шлюбний період починається у вересні-жовтні і триває до грудня. Молоді народжуються в період з листопада по березень після вагітності 55-63 дня. Число дитинчат 2-11, в середньому 6 дитинчат. Дитинчата розвиваються швидко. Самки стають статевозрілими у віці 5 тижнів після народження. Тривалість життя в умовах утримання 2 роки 7 місяців.